# Jeanuël Belocian
Jeanuël Belocian (* 17. Februar 2005 in Les Abymes, Guadeloupe) ist ein französischer Fußballspieler. Der Innenverteidiger spielt seit Juli 2024 für Bayer 04 Leverkusen.

## Karriere

### Verein
Belocian begann seine Karriere in den Jugendabteilungen von Association des Jeunes de Castel und Stade Lamentinois. 2020 wechselte er in den Jugendbereich von Stade Rennes. Im August 2021 kam er erstmals für die zweite Mannschaft zum Einsatz. Die erste Spieltagsnominierung für die A-Mannschaft folgte im Januar 2022. Sein Debüt feierte er im März desselben Jahres, als er im Ligue-1-Spiel gegen den FC Metz in der 79. Minute für Nayef Aguerd eingewechselt wurde. Am Ende der Saison 2021/22 standen elf Kadernominierungen und ein Einsatz in der Liga zu Buche. Auch die nächste Spielzeit begann mit Spieltagskadernominierungen in der höchsten französischen Spielklasse. Im November 2022 feierte er sein Debüt auf internationalem Terrain, als er in der Gruppenphase der UEFA Europa League gegen die AEK Larnaka in der Startelf stand. Im Sommer 2024 wechselte er zu Bayer 04 Leverkusen und unterschrieb dort einen Vertrag bis 2029.

### Nationalmannschaft
Belocian absolvierte im August 2021 seine ersten Einsatzminuten für eine Jugendnationalmannschaft – so debütierte er für die französische U17 in einem Freundschaftsspiel gegen Spanien. Im Sommer 2022 nahm er mit der Mannschaft an der U-17-Europameisterschaft in Israel teil, die die französische Auswahl nach einem Finalsieg über die Niederlande für sich entscheiden konnte. Im September desselben Jahres absolvierte er seine erste Partie für die U18-Nationalmannschaft. Im Jahr 2023 debütierte er zudem in der U19- und der U21-Nationalmannschaft.

## Titel
Verein
- Deutscher Supercupsieger: 2024 (Bayer 04 Leverkusen)

Nationalmannschaft
- U17-Europameister: 2022